# كامبل ميلر
كامبل ميلر هو سياسي كندي، ولد في 12 فبراير 1911 في فانكوفر في كندا، وتوفي في 17 يوليو 1991. حزبياً، نشط في الحزب الكندي التقدمي المحافظ. وقد انتخب عضو مجلس العموم الكندي.